# Ніч самогубця
«Ніч самогубця» («Ночь самоубийцы») — радянський художній фільм 1991 року, знятий режисером Валеріаном Підпалим на студії «Ретур».

## Сюжет
Наприкінці 1950-х років після двадцятирічного ув'язнення за звинуваченням у поширенні злісних чуток, а тепер реабілітований, повертається Опанас до того будинку, звідки його вижили сусіди.

## У ролях
- Костянтин Лукашов — головна роль
- Наталія Гвоздікова — головна роль
- Олександр Пашутін — Воронець
- Юрій Орлов — роль другого плану
- Галина Мороз — роль другого плану
- Віра Ліпсток — Василина Данилівна
- Олександр Кавалеров — роль другого плану
- Остап Ступка — роль другого плану
- Валерій Савченко — кілер

## Знімальна група
- Режисер — Валеріан Підпалий
- Сценарист — Валеріан Підпалий
- Оператор — Микола Кудрявцев
- Композитор — В'ячеслав Назаров
- Художник — Інна Биченкова